# Пирогово (Советский район)
Пирогово — деревня в Советском районе Кировской области в составе Родыгинского сельского поселения. 

## География
Находится на левом берегу реки Немда на расстоянии примерно 1 км по прямой на запад от районного центра город Советск.

## История
Известна с 1646 года, когда в ней (деревня Пироговская) было учтено 9 дворов и население 46 душ мужского пола. В 1764 году отмечалось 75 жителей из дворцовых крестьян. В 1873 года в ней (Пироговская или Пирогово) было учтено дворов 18 и жителей 163, в 1905 36 и 246, в 1926 38 и 182, в 1950 30 и 90. В 1989 году оставалось 52 жителя. Нынешнее название утвердилось с 1939 года.

## Население
Постоянное население составляло 42 человека (русские 79%) в 2002 году, 46 в 2010.